# Leica
Leica Camera es una empresa alemana dedicada a la fabricación de instrumentos ópticos de precisión. 
Está dividida en tres compañías claramente diferenciadas: Leica Camera AG, Leica Geosystems AG y Leica Microsystems AG, que se dedican respectivamente a producir cámaras fotográficas, equipamiento topográfico (para topografía) y equipamiento médico (microscopía, proceso histológico).
Leica Microsystems AG es la propietaria de la marca Leica, y proporciona licencias a Leica Camera AG y a Leica Geosystems AG.

## Historia de la fábrica
De 1907 a la década de 1950, se construyeron los edificios que formaban fábrica de la empresa Leica en la calle Ernst Leitz (Wetzlar) y permaneció hasta el año 1986, cuando se trasladó la fábrica a la ciudad de Solms. La fábrica de Wetzlar estaba situada en el lado opuesto al edificio administrativo de 1957 y forman una arquitectura urbana especial; está aguas arriba de la pendiente de Kalsmunt y forma una graduación estructuralmente atractiva desde los rascacielos a las ruinas del castillo de Kalsmunt.
Ya en las últimas décadas del siglo XIX, Ernst Leitz y sus instalaciones de producción se habían trasladado a las vertientes de Kalsmunt. En los primeros años, los edificios residenciales y los talleres sobre el Laufdorfer Weg aún eran suficientes.
Fue el cambio de siglo, cuando la producción de dispositivos ópticos se expandió tanto que originó los primeros rascacielos en la ciudad de Wetzlar. La parte más antigua de esta hilera de edificios de gran altura está hoy escondida por un nuevo edificio en la Schützenstraße. Los primeros planos del arquitecto Jean Schmidt en 1907 muestran un edificio de ladrillo sobre una base de piedra, que estaba cubierto por un techo inclinado de mansarda y un tejado de pizarra. Sin embargo, el mismo año, se decidió utilizar la nueva construcción de esqueletos de hormigón y un diseño de fachada más sencillo. El edificio de cuatro plantas se divide en seis grupos de ventanas, cada uno de los cuales tiene tres ventanas. Los patrones de pared estrecha y los parapetos ligeramente empotrados resumen los tres pisos más bajos. El cuarto piso se separa visualmente de la parte inferior del edificio por una cornisa muy lejana. A ambos lados del edificio central había un "Avant-corps" que tenía techos altos. El piso de la mansarda se fue expandiendo a medida que también aumentaba la producción y los trabajadores. Sólo unos pocos años después, Leitz volvió a pedir la construcción de un edificio de gran altura. Después de la planificación de Jean Schmidt, el contratista Robert Schneider construyó un edificio de cuatro plantas en 1911.
El edificio del sótano era de hormigón armado con escaleras de ladrillo. De nuevo, el plan original, que proporcionaba una estructura horizontal del edificio a través de la cornucopia, fue abandonado a favor de un diseño de fachada más sencillo. En el edificio de diez ejes, similar al rascacielos más antiguo, los niveles inferiores están agrupados por pilastras. El espacio entre los dos rascacielos (los que originalmente se les había proporcionado de edificios posteriores) debía ser cerrado por otro edificio a principios de los años treinta. Una vez más, fue Jean Schmidt quien elaboró los planes para un primer rascacielos de siete pisos. Los planos de fachadas aún existentes muestran las columnas con arcos de la planta baja y que se encuentran encajadas entre una larga banda de ventanas de pilastras excesivas. El diseño general muestra una mezcla de elementos muy gráficos y restos de formas modernistas curvas que recuerdan los edificios de Joseph Maria Olbrich en Mathildenhöhe de Darmstadt.
En 1936, el arquitecto presentó un plan completamente revisado. El plan ahora estaba formado por ocho pisos para la producción de la Leica. El edificio fue construido con una construcción de hormigón moldeada a partir de las salas de producción de Opel en Rüsselsheim, Zeiss en Jena y Wernerwerk en Berlín. Se podía acceder a todas las plantas mediante dos escaleras.
El gobierno de la ciudad y del distrito finalmente aprobó una construcción de ocho plantas con una loggia como noveno piso, que posteriormente se cerró. Debido al paisaje urbano que caracterizaba el tamaño del edificio, la planificación del gobierno del distrito fue rechazada inicialmente debido a un diseño exterior sencillo e insatisfactorio. Sin embargo, el edificio se construyó en 1938 entre los dos rascacielos más antiguos. En 1950, al oeste del rascacielos de 1911, se añadió un rascacielos de nueve a diez pisos de construcción similar.

## Cámaras Leica
Los primeros prototipos de Leica fueron desarrollados por la empresa Ernst Leitz durante los primeros años del siglo XX, pero el marketing no comenzó hasta mediados de los veinte. Las Leica eran innovadoras, orientando el frame de la imagen hacia los lados de la película de 35 mm frente a la tradición cinematográfica de toda la tira cinematográfica. Las cámaras eran compactas con lentes colapsables, para hacer senderismo y montar en bicicleta. La función del telémetro se ha añadió con la Leica II durante el 1932, y este año se hicieron disponibles cámaras de visor y visor con lentes intercambiables. En 1933, la Leica III ofreció controles de disparo en velocidad lenta y una velocidad de obturación rápida de 1/1000 s, varias iteraciones de la serie III (a, b, c, d, f, yg) se convirtieron en los modelos insignia y los más vendidos a finales de la década de 1950. Se ofrecieron otras iteraciones de los modelos I y II, pero no se vendieron bien.
Antes de la Segunda Guerra Mundial, las Leica y las cámaras Contax de Zeiss Ikon (la competencia) se consideraban las mejores cámaras de 35 mm, pero después de la Segunda Guerra Mundial las empresas tenían la competencia de las copias soviéticas y japonesas . Durante la década de 1950, la calidad y la innovación japonesas, junto con precios bajos, arrasaron la industria de las cámaras europeas. Leica se convirtió en un tipo de cámara cara comprada mayoritariamente por fotógrafos profesionales o serios. Sin embargo, la aparición de la tecnología de la cámara réflex dejó a Leica como principal producto de un segmento de mercado decreciente. Leica ha mantenido un notable nombre comercial en el siglo XXI.

## Historia

### Antes de la Primera Guerra Mundial
Los primeros prototipos de la Leica con película de 35 mm fueron construidos por Oskar Barnack a Ernst Leitz Optische Werke, Wetzlar, en 1913, un modelo llamado Ur. Destinada a ser una cámara compacta para la fotografía de paisaje, especialmente durante los caminos de montaña, la Leica fue la primera cámara práctica de 35 mm que utilizó el cine estándar de 35 mm. La Leica transporta la película horizontalmente, extendiendo el tamaño del marco a 24×36 mm con una relación de aspecto 2:3, en lugar de los 18x24 mm de cámaras de cine que transportaban la película verticalmente. La reducción del formato de la película fotográfica hasta los 35 milímetros y la evolución de los objetivos hicieron posible la aparición de cámaras cada vez más pequeñas y manejables.
La Leica tuvo varios modelos, y en 1923 Barnack convenció a su jefe, Ernst Leitz II, para hacer una serie de preproducción de 31 cámaras para la fábrica y para fotógrafos exteriores para probar. Aunque los prototipos recibieron una recepción mixta, Ernst Leitz decidió en 1924 producir la cámara. Fue un éxito inmediato cuando se presentó en la Feria de Primavera de Leipzig de 1925 como Leica I (para la cámara Leitz). El obturador del plano focal tenía un rango de 1/20 a 1/500 segundos, además de una posición Z para Zeit (tiempo).
Barnack concibió la Leica como una pequeña cámara que producía un pequeño negativo. Para hacer grandes fotos para ampliación (el concepto "pequeño negativo, gran imagen"), es necesario que la cámara tenga lentes de alta calidad que puedan generar negativos bien definidos. Barnack probó un Zeiss Tessar en su primera cámara de prototipo, pero debido a que el Tessar fue diseñado para el formato cinematográfico de 18×24 mm, cubrió inadecuadamente los negativos de 24×36 mm de Leica. Barnack recurrió a un lector Leitz Mikro-Summer 1:4,5/42 mm para el prototipo, pero para lograr la resolución necesaria para una ampliación satisfactoria, el formato de 24x36 mm necesitaba una lente diseñada especialmente para ello. La primera lente de Leica era un diseño de 50 mm f/3.5 basado en el "Cooke triplete" de 1893, adaptado para Max Berek a Leitz. La lente tiene cinco elementos en tres grupos -el tercer grupo siendo tres elementos cimentados- inicialmente llamado Leitz Anastigmat. A diferencia de otros, el Leitz Anastigmat tiene el diafragma entre el primer y el segundo elementos. Cuando la Leica fue vendida por primera vez, se cambió el nombre de la lente a ELMAX, por E Leitz y MAX Berek. En 1925, los laboratorios Leitz habían producido cristales con propiedades ópticas mejoradas, y el profesor Berek diseñó una versión mejorada del ELMAX llamada ELMAR que tenía cuatro elementos en tres grupos. El tercer grupo se simplificó a dos elementos cementados, que era más fácil y más económico.  El profesor Berek tenía dos perros, Hektor y Rex. El primero de ellos, Hektor, dio su nombre a una serie de lentes de Leica, y el nombre del segundo apareció en el SummaREX.
En 1930 se produjo la Leica I Schraubgewinde, con un sistema de lentes intercambiable basado en un tornillo de 39 mm de diámetro, a menudo llamado "Leica Thread Mount" o LTM. Además de la lente normal de 50 mm, un ángulo de 35 mm de anchura y una lente de teleobjetivo de 135 mm estaban disponibles inicialmente. Durante mediados de la década de 1930, se diseñó un mítico objetivo de foco suave, el Thambar 90 mm f/2.2, e hizo pocas ventas entre 1935 y 1949, no más de 3000 unidades. Ahora es un elemento poco habitual del coleccionista.
La Leica II se produjo por primera vez en 1932, con un separador de rango integrado unido al mecanismo de foco. Este modelo tiene un visor separado (que muestra una imagen reducida) y un visor de distancias. En 1932, la brida al plano de filmación se estandarizó a 28,8 mm, primero implementada al modelo Leica C y al Leica Standard el próximo año.
La Leica III añadió velocidades de obturador lentas hasta 1 segundo, y el modelo IIIa añadió la velocidad de obturación de 1/1000. El IIIa es el último modelo realizado antes de la muerte de Barnack y, por tanto, el último modelo por el que era totalmente responsable. Leitz continuó refinando el diseño original hasta 1957. La versión final, el IIIg, incluye un gran visor con varios framelines. Todos estos modelos tienen una combinación funcional de diales circulares y ventanas cuadradas.
Las primeras cámaras Leica llevan las iniciales DRP, que significa Deutsches Reichspatent, el nombre de las patentes alemanas antes de mayo de 1945. Esta es probablemente una referencia a la patente alemana N ° 384071 "Rollfilmkamera" otorgada a Ernst Leitz, Optische Werke en Wetzlar, el 3 de noviembre de 1923.

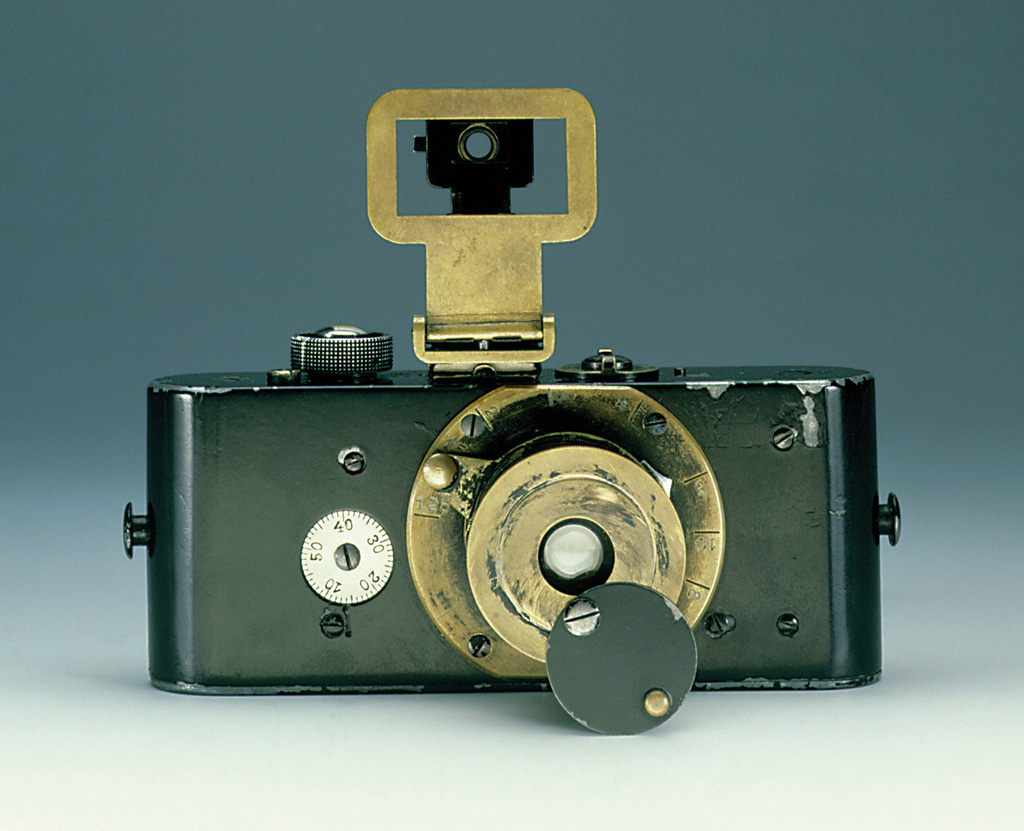
Ur-Leica (Leica original) de 1914
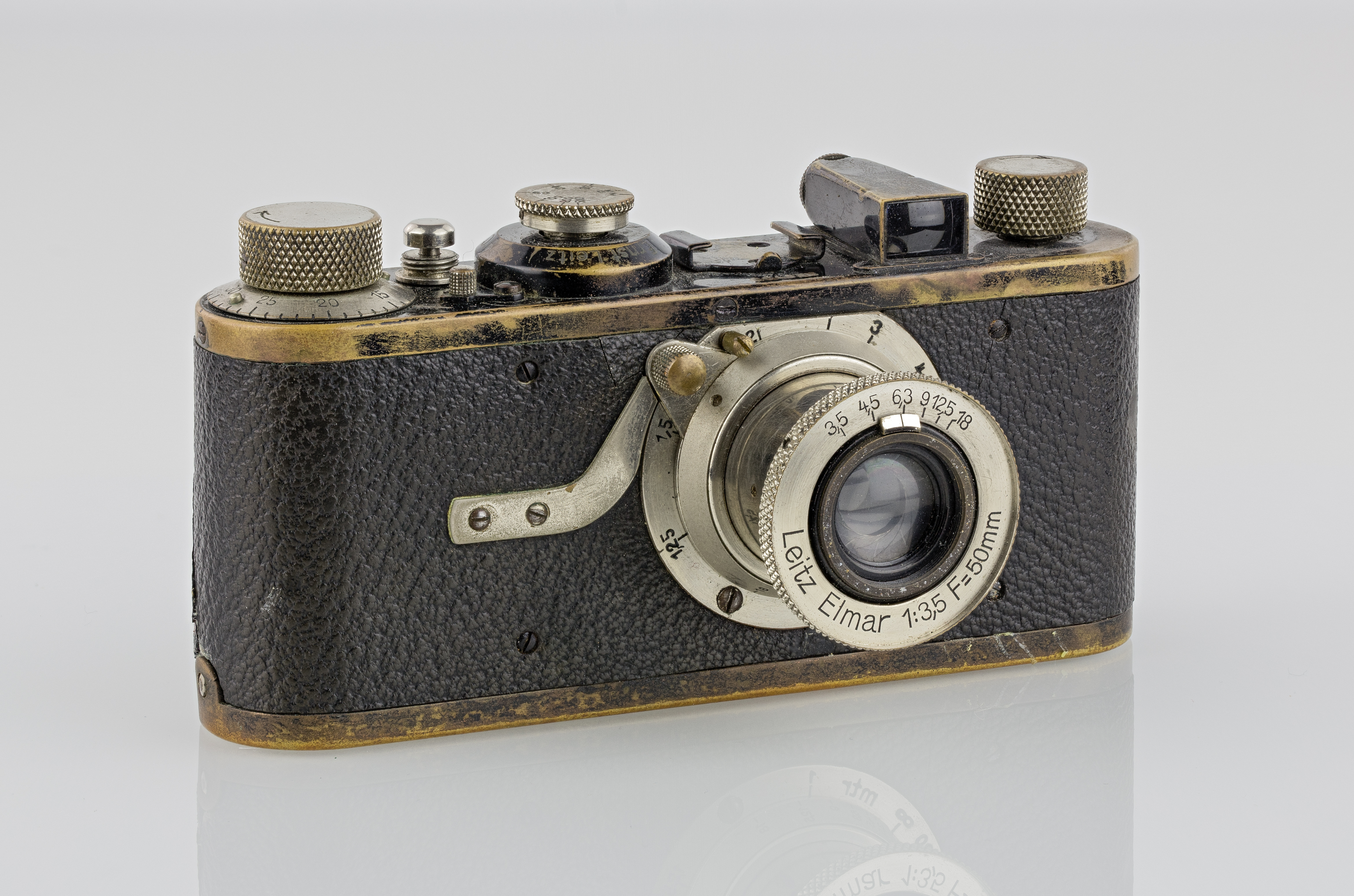
Leica I, 1927
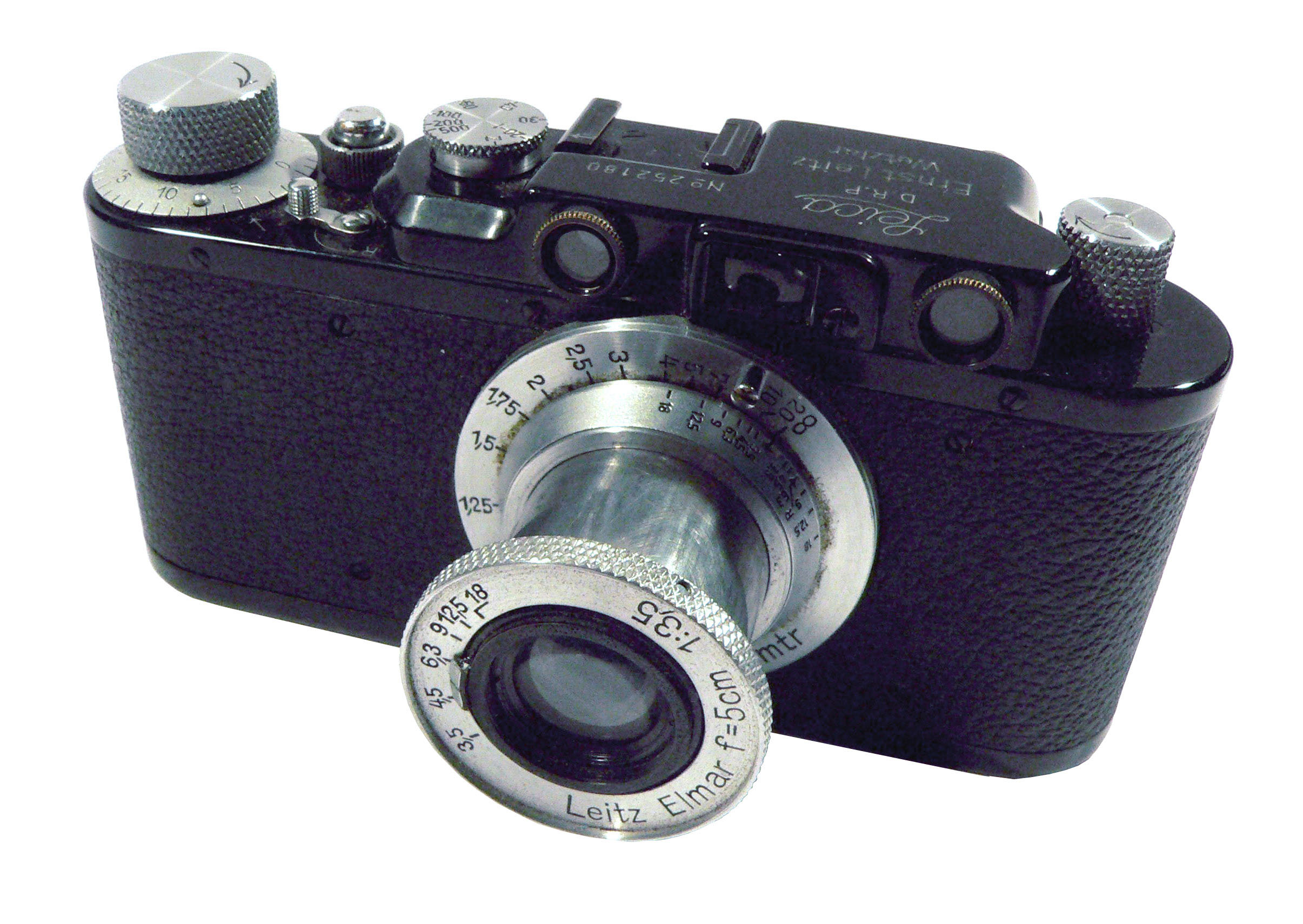
Leica II (1932) con telémetro integrado
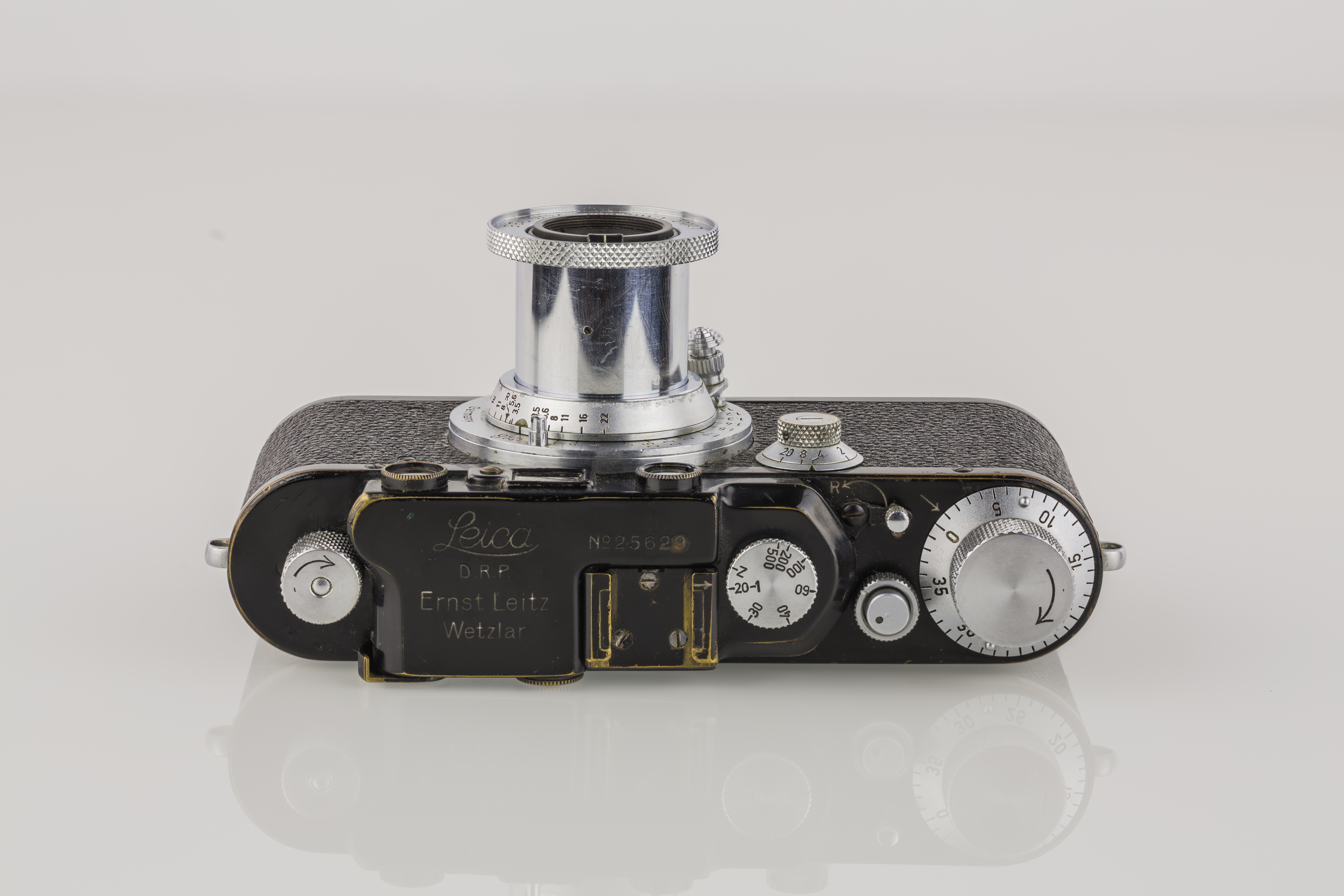
Leica III (1930)
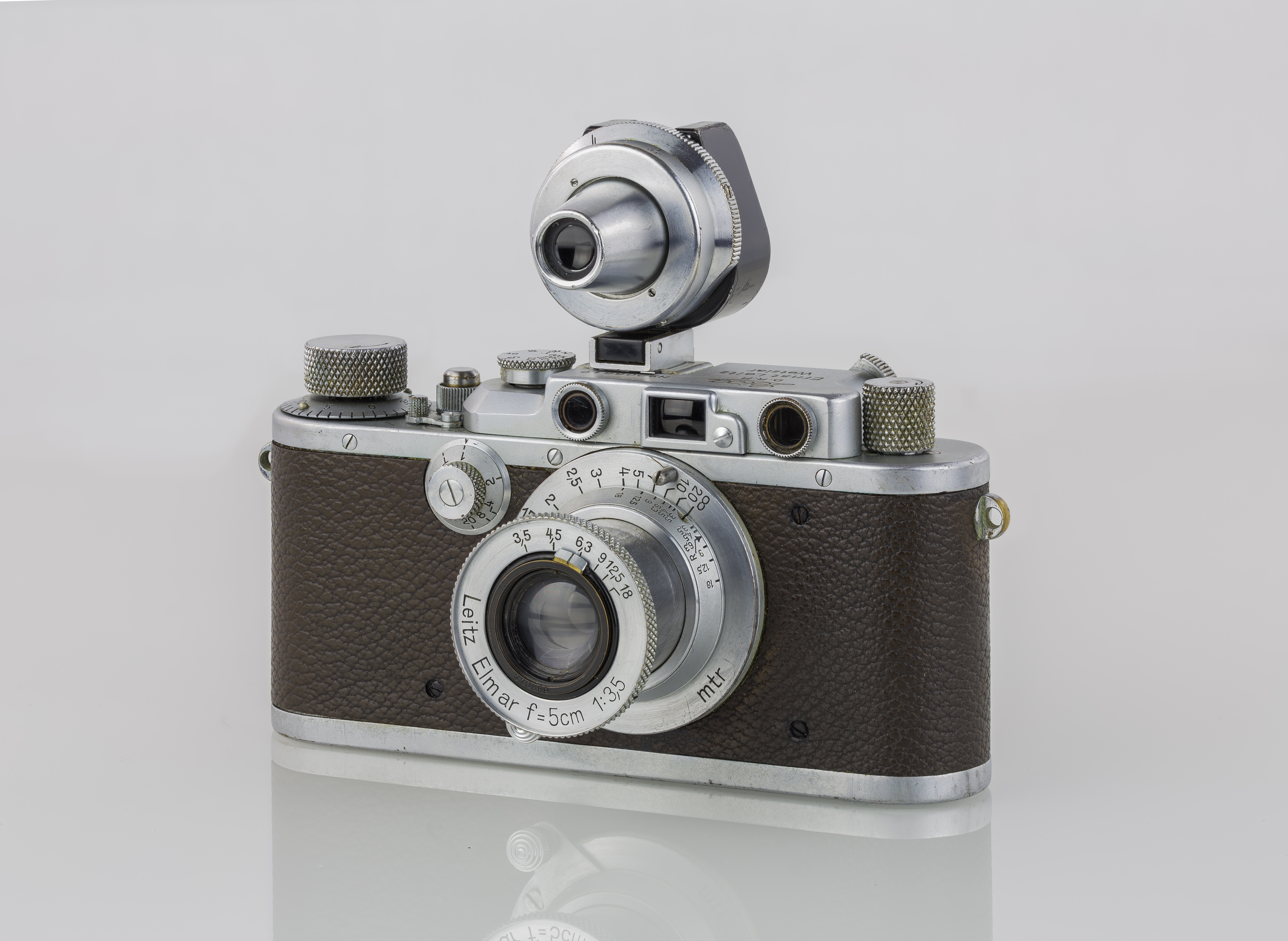
Leica Illa (1936)

La compañía siempre había tenido políticas laborales progresivas que fomentaban la retención de trabajadores cualificados, muchos de ellos judíos. Ernst Leitz II, que comenzó a gestionar la empresa en 1920, respondió a la elección de Hitler en 1933, ayudando a los judíos a abandonar Alemania por "asignar" cientos (incluso si no eran empleados) a oficinas de ventas en el extranjero donde se les ayudaba a encontrar trabajo. El esfuerzo se intensificó después de "la noche de los cristales rotos o Kristallnacht" en 1938, hasta que se cerraron las fronteras en septiembre de 1939. La extensión de lo que se conocía como "Tren de la libertad de Leica" sólo se hizo público después de su muerte, mucho después de la guerra.

### Después de la Segunda Guerra Mundial
Después de la guerra, Leitz continuó produciendo las últimas versiones de Leica II y Leica III hasta la década de 1950. Sin embargo, en 1954, Leitz introdujo el Leica M3, con el nuevo Leica M mount, una montura de lentes como una bayoneta. La nueva cámara también combinó el visor y el telémetro en un visor grande y brillante con una imagen doble más brillante en el centro. Este sistema también introdujo un sistema de compensación de paralaje y un nuevo disparo de plano focal de goma y más fiable. Leica continuará ajustando este modelo (las últimas versiones son MP y MA, ambas tienen marcos para lentes de 28, 35, 50, 75, 90 y 135 mm, que se muestran automáticamente después del montaje).
Los modelos de posguerra llevan las iniciales DBP, para la Deutsches Bundespatent (patente alemana federal), en vez de la patente DRP (patrón de Deutsches Reich) que se encuentra en modelos anteriores a la guerra. Una serie de empresas de cámaras construyeron modelos basados en el diseño del rango de Leica. Estos incluyen el Leotax, Nicca y los primeros modelos de Canon en Japón, Kardon en EE. UU., el Reid en Inglaterra y el FED y Zork en la URSS.

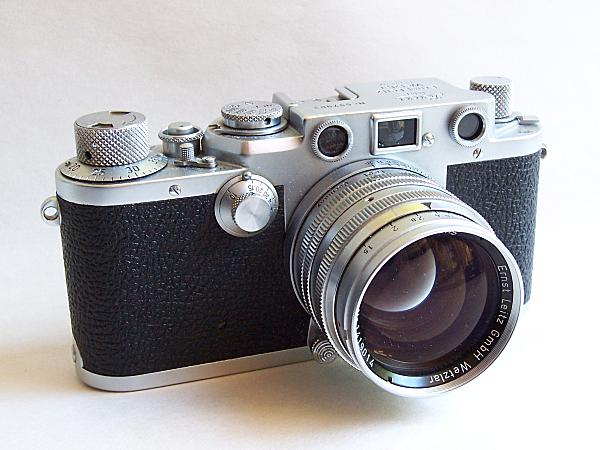
Leica IIIf (1950) con un 50mm f/1.5
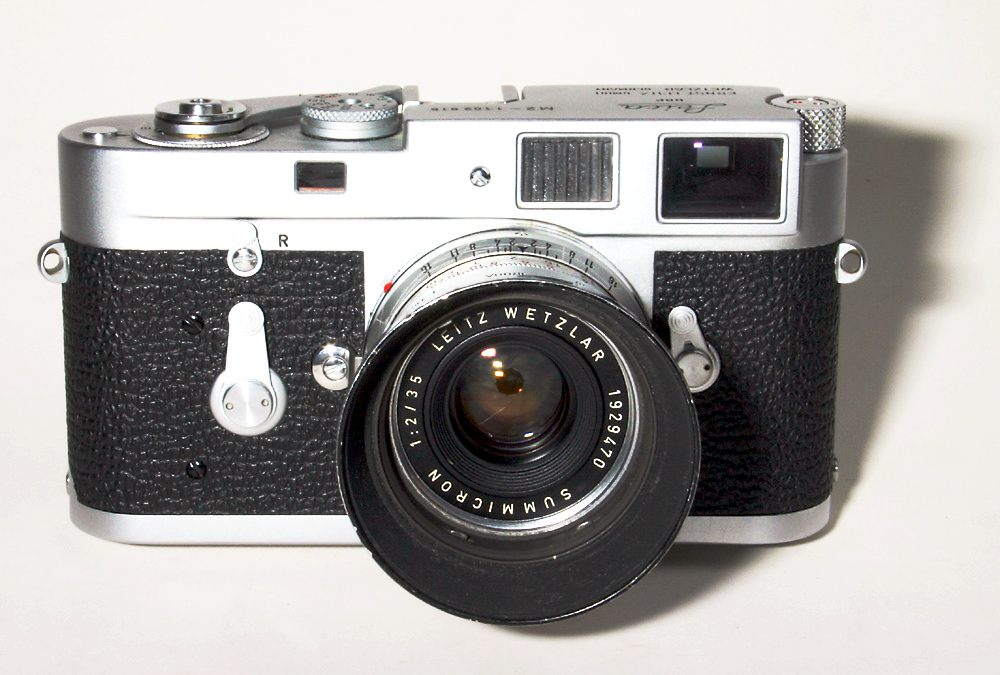
Leica M2
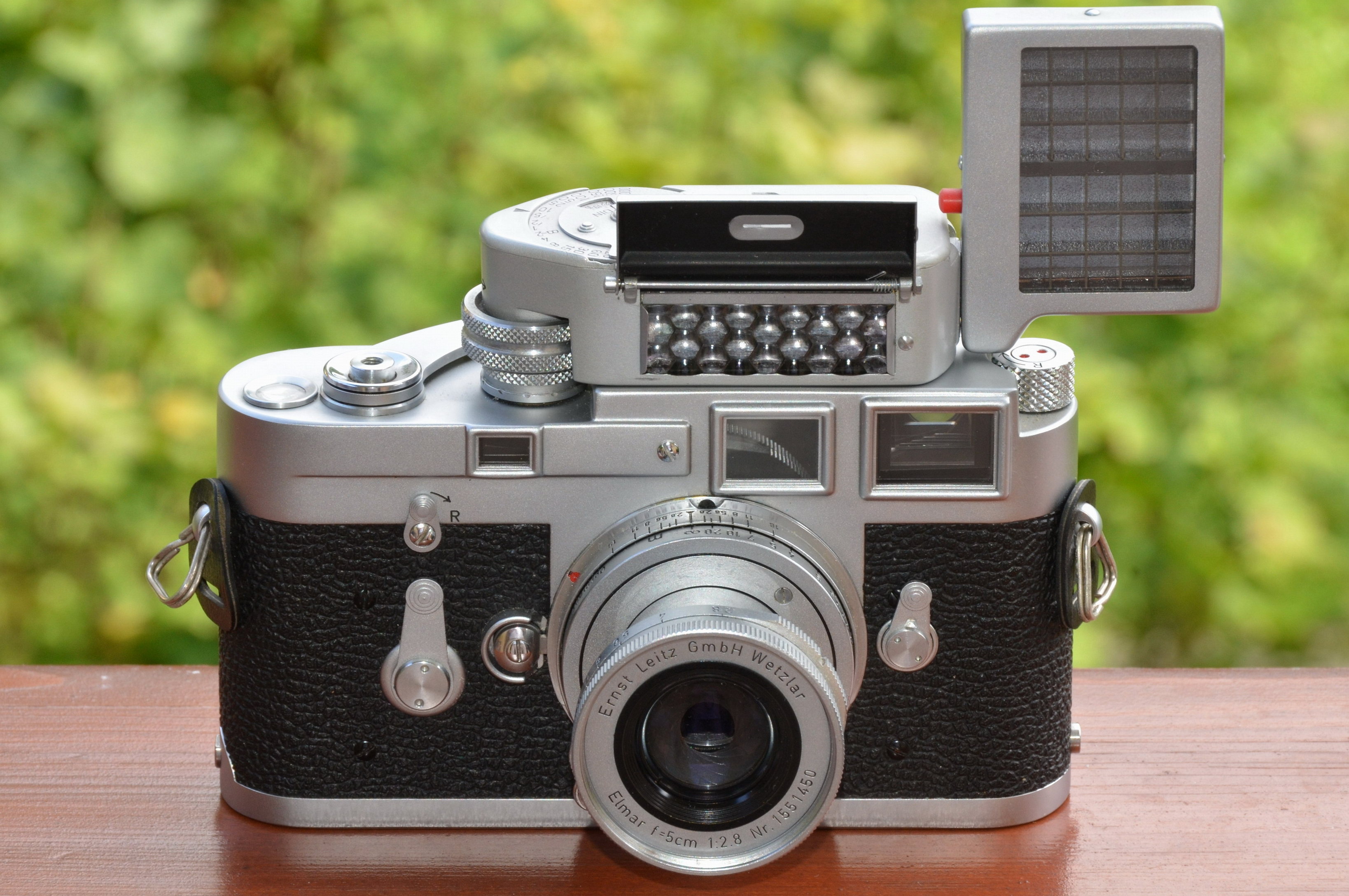
Leica M3 chrome Singlestroke con Leica-Meter M y Elmar f=5cm 2,8
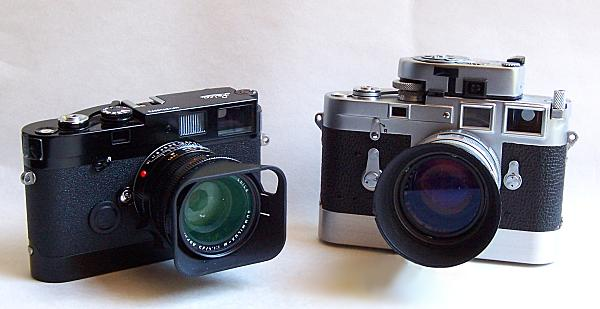
MP (2003) y M3 (1954)
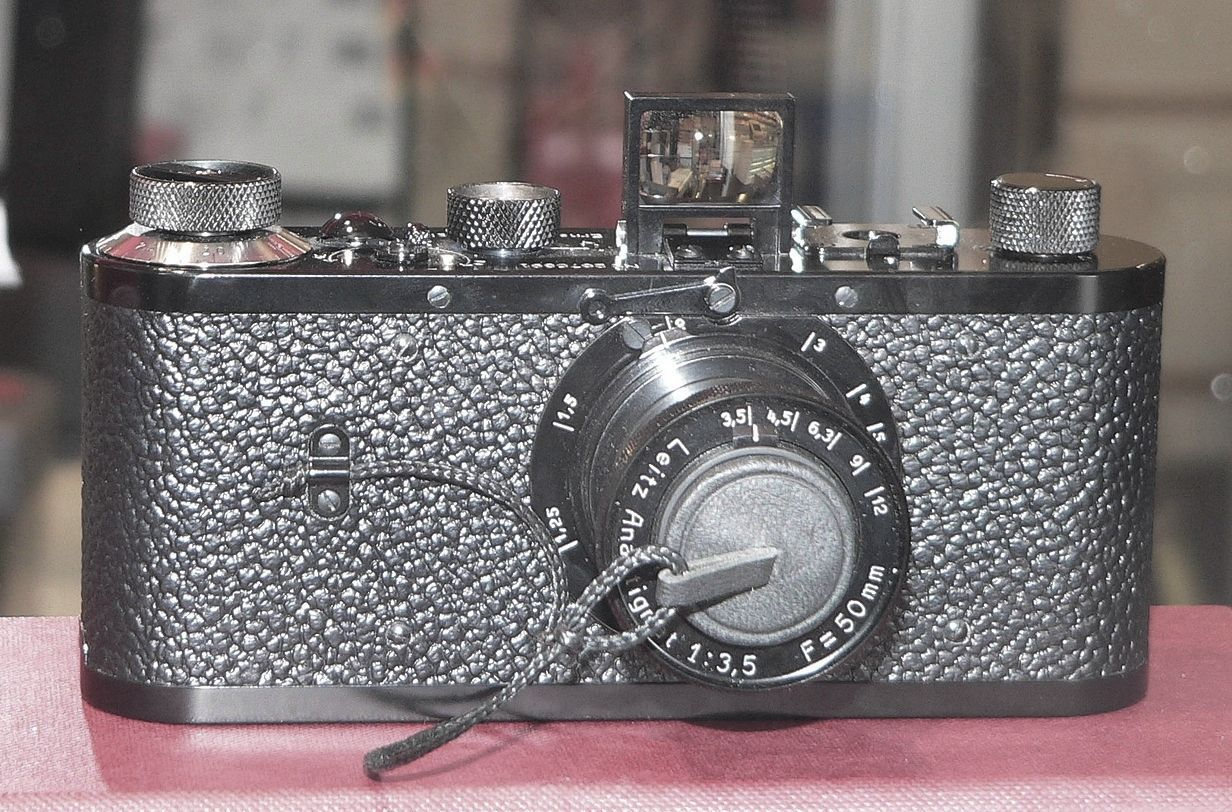
Leica 0, reedición moderna de la original

### Cámaras Reflex
A partir de 1964, Leica produjo una serie de cámaras reflex, empezando por Leicaflex, seguido de Leicaflex SL, Leicaflex SL2, y luego la serie R de R3 a R7, realizadas en colaboración con la Corporación Minolta. El Leica R8 fue diseñado y fabricado íntegramente por Leica. El modelo final fue el Leica R9. Leica fue lento para producir un modelo de exposición automática, y nunca hizo un modelo Leica R que incluía un enfoque automático. El sitio web oficial de Leica anunció (25 de marzo de 2009) que la serie R había sido interrumpida. El motivo fue que "los nuevos desarrollos de la cámara habían afectado de manera significativa las ventas de cámaras y lentes Leica R que dan lugar a una disminución espectacular del número de ventas. Desgraciadamente, por tanto, ya no hay una base económica para mantener el Sistema Leica R en el programa de producción de Leica".
El intermediario entre el Leica Rangefinder y las SLR Leicas fue el Leica Visoflex System, una caja de espejos reflectores que se adjunta al montaje de la lentes de los telémetros Leica (se hicieron versiones separadas por los "objetivos" y los cuerpos de la serie M) y las lentes hechas especialmente para el Sistema Visoflex. En lugar de utilizar el telémetro de la cámara, el foco se consiguió a través de una pantalla. Un acoplamiento liberó tanto el espejo como el obturador para hacer la exposición. Los telémetros de la cámara están inherentes a la capacidad de enfocar las lentes de larga distancia focal y la caja con espejos permite una mayor longitud de las lentes. A lo largo de su historia, Leitz ha sido responsable de numerosas innovaciones ópticas, como las lentes de producción asférica.
El sistema de reflejo más antiguo de Leica fue el PLOOT (código de cinco letras de Leitz para sus productos), anunciado en 1935, junto con la lente Telyt de 200 mm/4.5. Esta fecha es significativa porque pone a Leica entre los pioneros del SLR de 35 mm. Además, hasta la introducción del Leicaflex de 1964, PLOOT y Visoflex eran las únicas ofertas de SLR de Leica. Un PLOOT rediseñado fue presentado por Leica en 1951 como Visoflex I. Esto fue seguido por un Visoflex II mucho más compacto en 1960 (que era la única versión de Visoflex disponible tanto en LTM como en M-bayonet) y Visoflex III con espejo de retorno instantáneo en 1964. Las lentes de Leica para el sistema Visoflex incluían longitudes focales de 65, 180 (raras), 200, 280, 400, 560 y 800 mm. Además, se pueden eliminar los grupos ópticos de muchas lentes de telémetros y conectarse a la Visoflex mediante un sistema de adaptadores. El sistema Visoflex fue interrumpido en 1984.
Leica ofreció una amplia gama de accesorios. Por ejemplo, las lentes LTM podían utilizarse fácilmente en las cámaras M mediante un adaptador. Del mismo modo, se podrían utilizar lentes Visoflex en las cámaras Leicaflex y R con un adaptador. Además, determinadas lentes LTM y M presentaron grupos ópticos extraíbles que podían montarse mediante adaptadores del sistema Visoflex, por lo que se podían utilizar como lentes de distancia o láser SLR para cámaras de visor de montaje Screwmount y M, además de ser utilizables en Leicaflex y cámaras R. Leica también ofreció sistemas de enfoque, como el Focorapid y el Televen, que podrían sustituir las monturas helicoides de determinadas lentes para la fotografía deportiva y de vida natural.

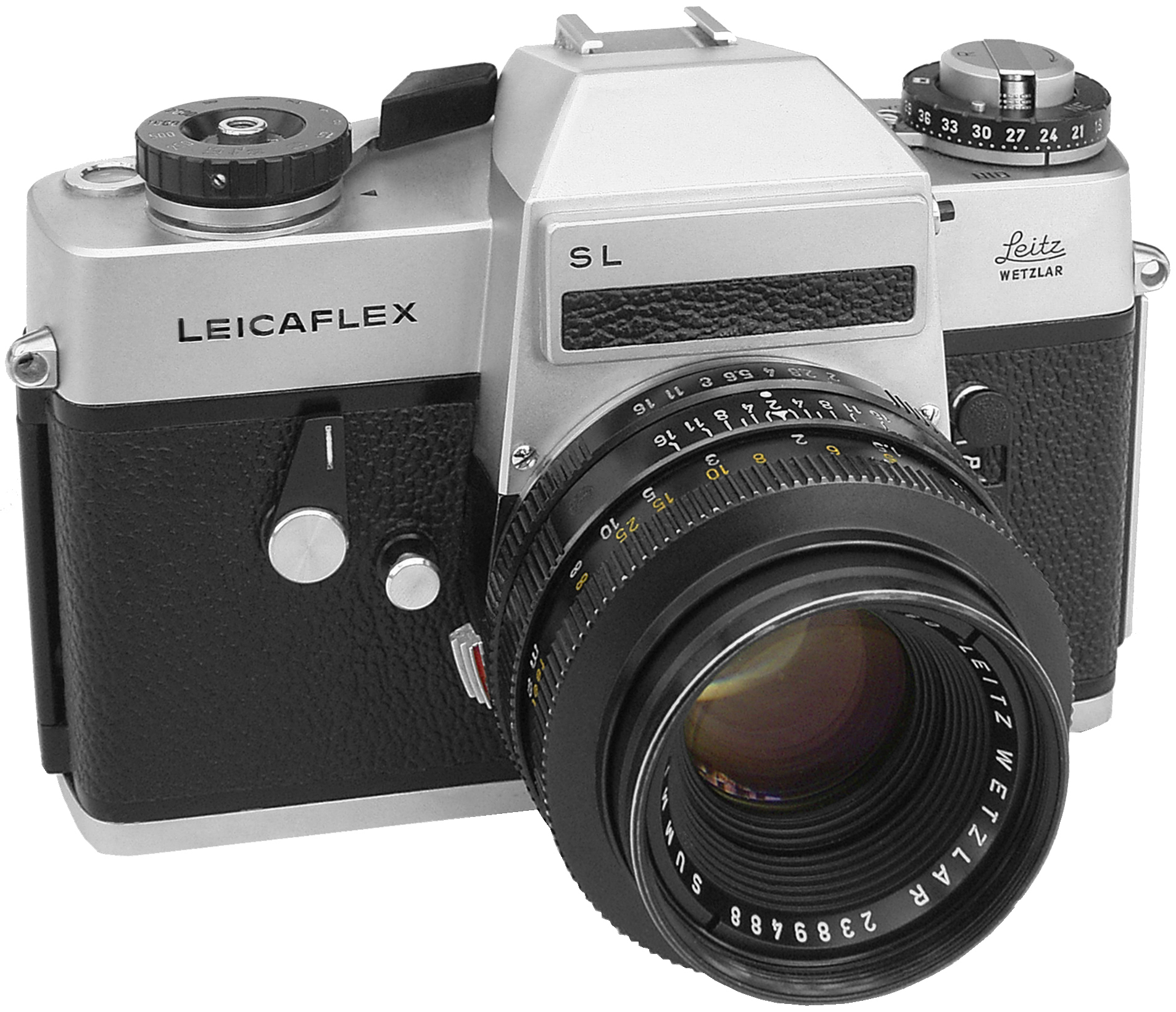
Leicaflex SL
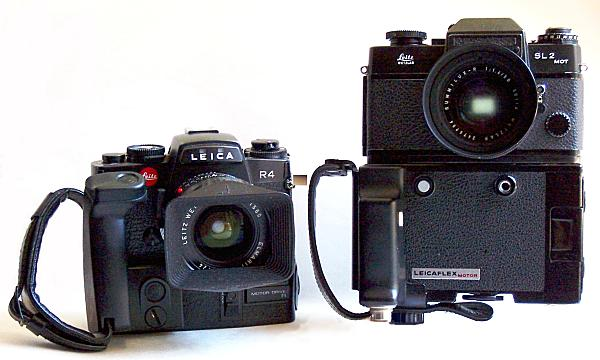
Leica R4 (1980) y Leica SL2 MOT (1974)
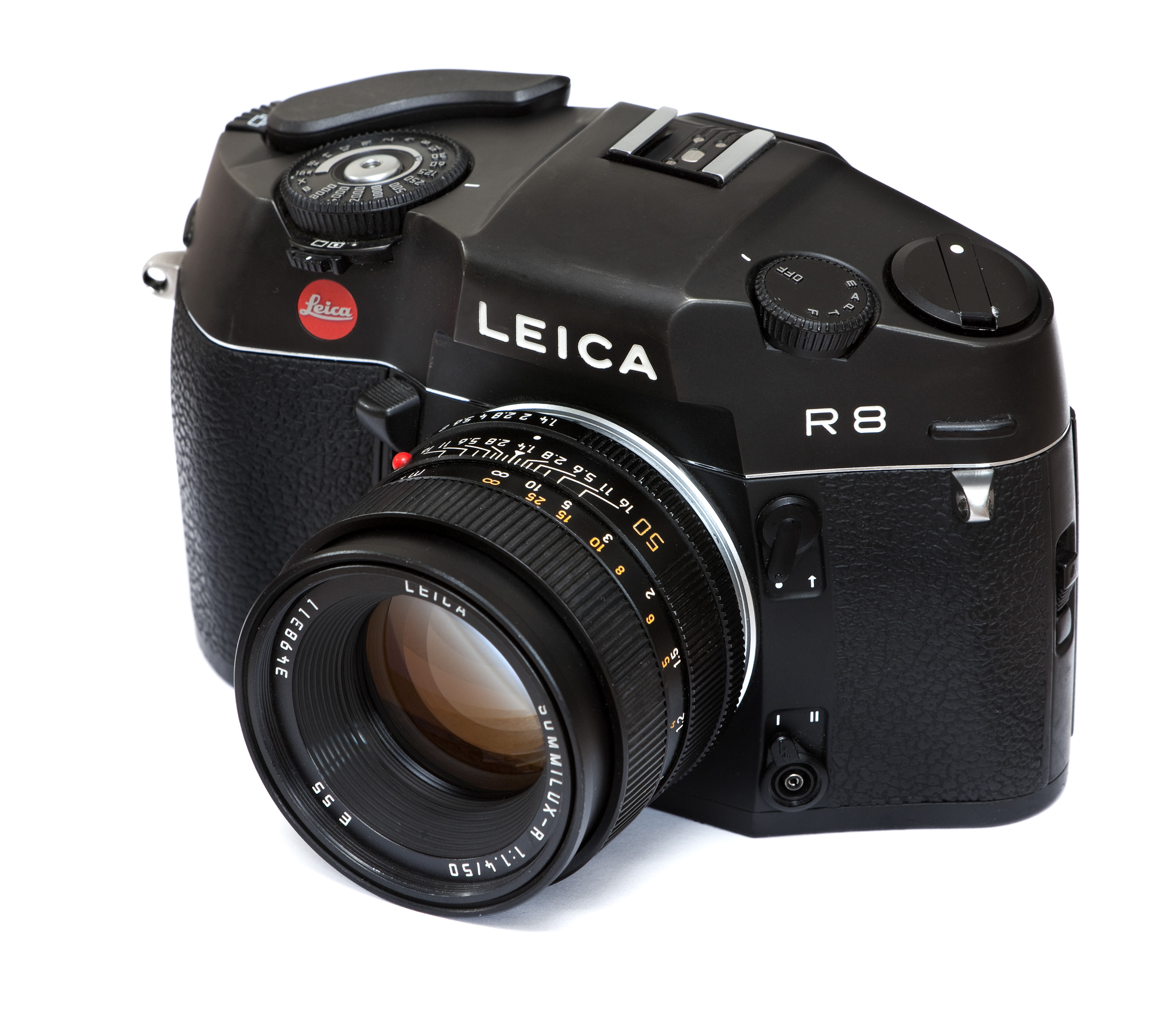
Leica R8
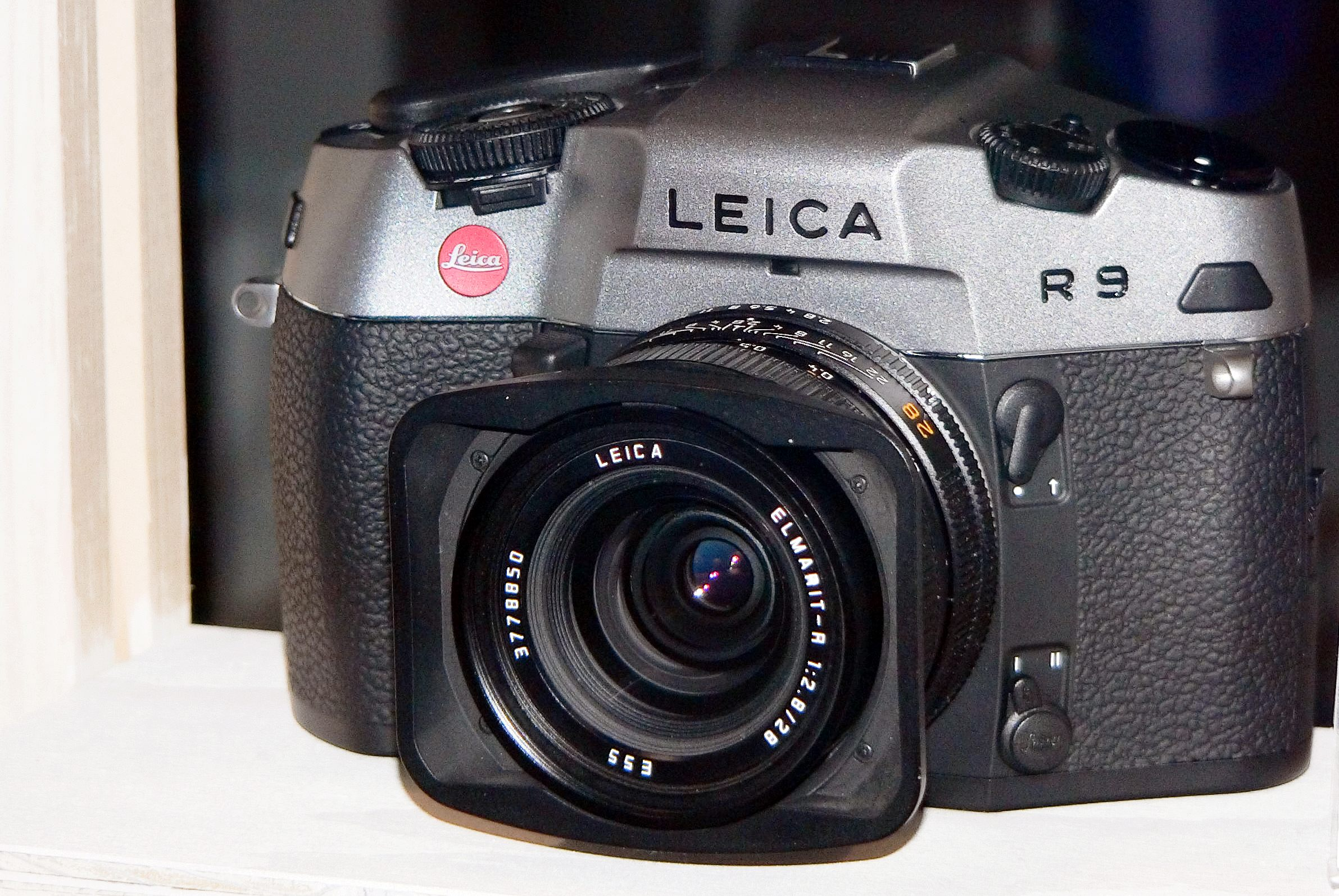
Leica R9
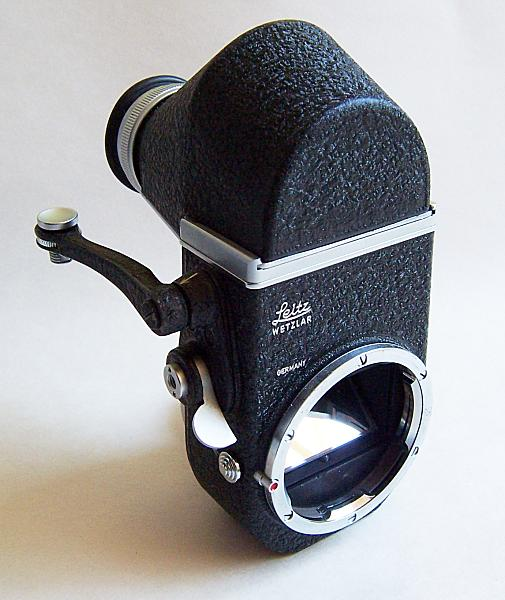
Leica Visoflex II (1960)
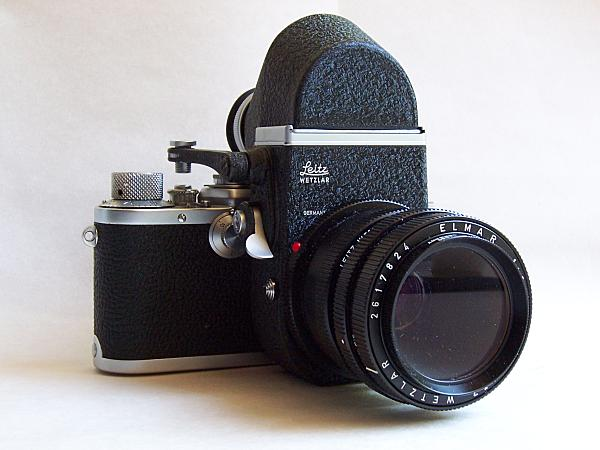
Leica Visoflex II en una Leica IIIf  con 65 mm f/3.5 Elmarit
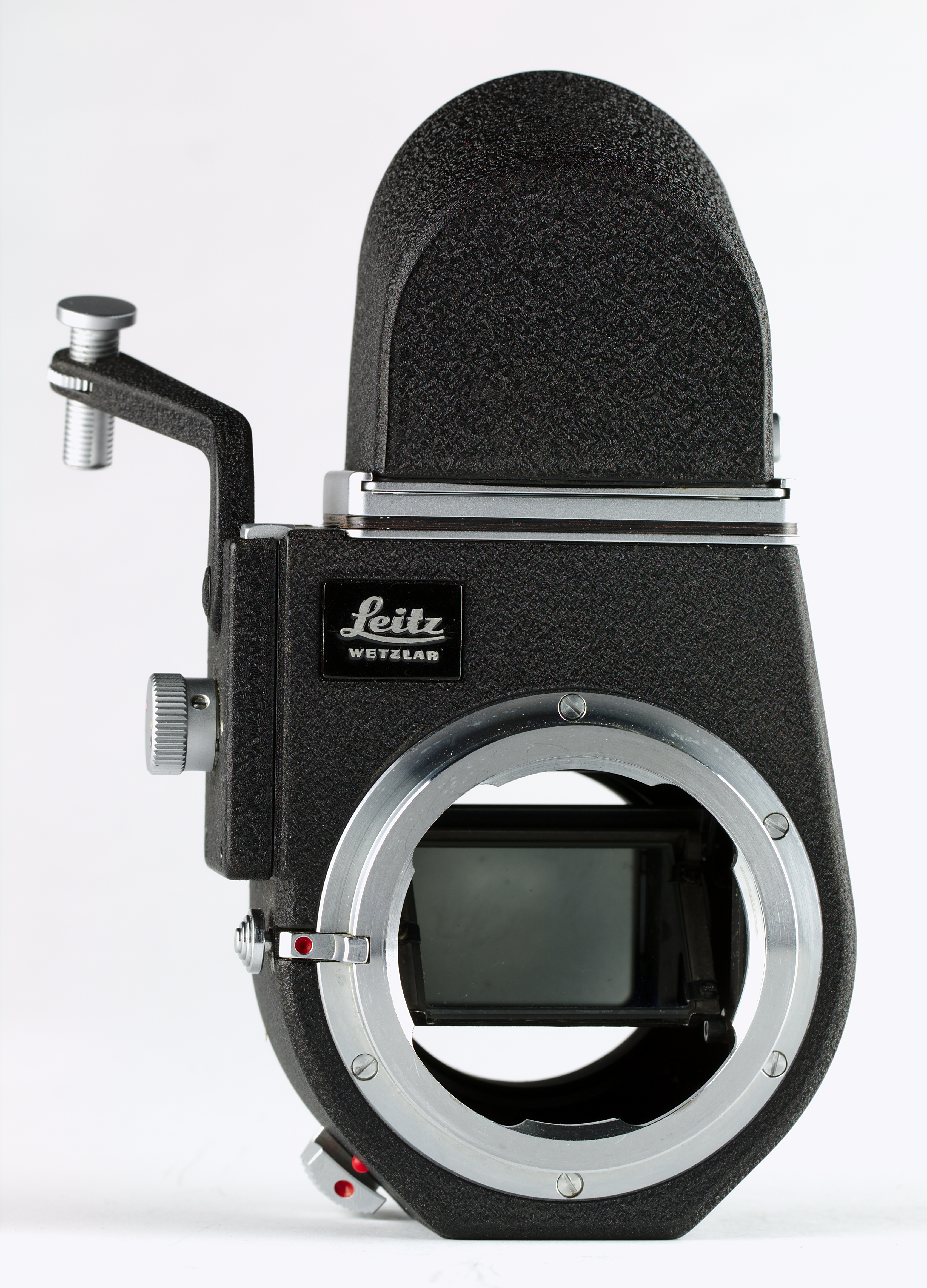
Visoflex III

### Cambios en la empresa
En 1986, la empresa Leitz cambió su nombre a Leica (Leitz Camera), debido a la fama del nombre comercial de Leica. En este momento, Leica trasladó la fábrica de Wetzlar en la cercana ciudad de Solms. En 1996, Leica Camera se separó del grupo Leica y se convirtió en una empresa de titularidad pública. El grupo Leica se dividió en 1998 en dos unidades independientes: Leica Microsystems y Leica Geosystems.
El 1 de octubre de 2012, Leica Camera AG fue retirado de la Bolsa de Fráncfort después de que Lisa Germany Holding GmbH adquiriera las restantes acciones minoritarias, por lo que la compañía pasó a ser privada. El 26 de noviembre de 2013, Leica Camera AG anunció la compra de Sinar Photography AG, Zúrich, los fabricantes suizos de cámaras. En mayo de 2014, Leica Camera AG terminó de construir una nueva fábrica en Am Leitz Park 1 en la nueva parte industrial de Wetzlar y se trasladó a la ciudad donde comenzó.

## Uso
Leica está especialmente relacionada con la fotografía de la calle, especialmente a mediados del siglo XX, siendo utilizada por fotógrafos tan destacados como Henri Cartier-Bresson, Elliott Erwitt, Robert Frank, Robert Capa, Bruce Gilden, Bruce Davidson, Inge Morath, Martine Franck, Sebastião Salgado, Alex Webb, Joel Meyerowitz, Garry Winogrand, Mark Cohen y Ralph Gibson.
También fue utilizado por los periodistas fotográficos de la guerra como Larry Burrows.
Leica también hace una línea de lentes cinematográficas utilizadas para proyectos cinematográficos. En febrero de 2015, su equipo de diseño obtuvo el premio Academy Scientific and Engineering para el diseño óptico y mecánico de las lentes Leica Summilux-C.

## Papel en el comercio de antigüedades
Las cámaras Leica, lentes, accesorios y documentos (como manuales) son coleccionables. Hay docenas de libros de Leica y guías de coleccionista, en particular el Leica de tres volúmenes, una Historia Ilustrada de James L. Lager. Las primeras o cámaras raras y accesorios pueden tener precios muy altos. Por ejemplo, un comprador anónimo ganó una batalla de oferta por una rara cámara Leica de 1923 que se vendió por 2,6 millones de euros (2,8 millones de dólares) en una subasta en Viena. Cabe destacar que las cámaras Leica que tienen marcas militares deportivas son muy valoradas, esto inició un mercado para las copias soviéticas renovadas con marcas falsas.

## Leica y Panasonic
Las lentes de marca Leica, como algunas lentes Nocticron o Elmarit, se utilizan en muchas cámaras digitales Panasonic (Matsushita) (Lumix) y grabadoras de vídeo desde 1995. Los modelos Panasonic/Leica fueron los primeros en incorporar la estabilización de imagen óptica en sus cámaras digitales.

## Leica y Valbray
En el año 2014, para conmemorar el 100º aniversario de la cámara Leica, se asociaron con la fabricación de relojes suizos Valbray para desarrollar un reloj de cronógrafo de edición limitada con la marca de Valbray, inspirada en la apertura de Leica.

## Series de Leica
Las cámaras se dividen en cuatro series:
- M (telemétricas), último modelo la Leica M de 2021. Continúa en producción.
- R (SLR), último modelo la R9 de 2002
- S (formato medio), último modelo S3 de 2020. Continúa en producción.
- X compacta con sensor APS-C, primer modelo el X1, presentado a finales de 2009. Le siguieron la X2 y X Vario (esta última con zoom).
- T compacta con sensor APS-C y objetivos intercambiables autofoco. Pantalla táctil. Lanzada en 2014
- otras cámaras Leica actuales o recientes (desde 2002) son modificaciones de las Panasonic Lumix (Leica C-Lux, D-Lux, Digilux y V-Lux). Algunos modelos digitales anteriores (los primeros Digilux hacia 1998-2000) estuvieron basados en Fuji.

En mayo de 2012 la Galería de Subastas Westlicht, en Viena, subastó una cámara Leica de la serie-0, la cual fue vendida por 2,16 millones de euros. Estas cámaras son muy valiosas porque se conoce que existen solamente 12 ejemplares, y por su valor en la historia de la fotografía.

### Listado de cámaras

#### Primeros modelos
- Leica I - se introdujo por primera vez en el mercado en la feria de primavera de 1925 en Leipzig, basada en el prototipo Ur-Leica desarrollado por Barnack en 1913 y el Prototyp 1 desarrollado en 1923. Seguido por Leica Luxur y Leica Compur (un total de 60,586 de los modelos Leica I, Luxur y Compur fueron hechos). Las lentes intercambiables para estos se introdujeron en 1930.

Serie Leica de 35 mm con lentes intercambiables de estilo Leica para montaje en el cuerpo:
- Leica Standard - 1932. La primera cámara Leica diseñada con una distancia de película a lente de brida de 28.8 milímetros.
- Leica II - 1932. La primera cámara Leica con telémetro.
- Leica III - 1933. Leica incorpora velocidades de obturación lentas en este modelo.

#### Serie C (apuntar y disparar)
- AF-C1 (1989)
- C2 Zoom (1991)
- Z2X (1997)
- Leica CM 40 mm
- Leica CM Zoom

#### Miniserie
- Leica Mini (1991)
- Leica Mini II (1993)
- Leica Mini Zoom (1993)
- Leica Mini III (1995)

#### Serie Minilux
- Leica Minilux 40 mm (1995)
- Leica Minilux Zoom (1998)

#### Serie Cx
- C1 (2000)
- C2 (2002) hecho en China
- C3 (2002)

#### Serie M (telémetro) de película
La "M" dentro de la nomenclatura de esta serie de cámaras proviene de la primera inicial de "Meßsucher" (o "Messsucher"), que es la palabra alemana para "Telémetro".
- M3 - 1954-66 (Total de 200,000 unidades fabricadas) Presentado en la exposición alemana de photokina en 1954, el M3 fue el primero de la serie M de Leicas, una línea que aún se fabrica hoy, y presentó el primer cuerpo de Leica con una montura estilo bayoneta para lentes intercambiables. En un anuncio de 1956, se consideró como una "inversión de por vida en la fotografía perfecta". El M3 tiene un buscador de magnificación 0.92, el más alto de cualquier cámara M hecha. El precio de esta gran ampliación fue que una lente de 35 mm requería "gafas" que se ajustaban a las ventanas de vista/telémetro para facilitar una vista más amplia. La película M3 se avanzaba a través de una palanca en lugar de una perilla, los primeros M3 requirieron dos golpes para avanzar la película, después de 1958 los M3 fueron de carrera única. Los primeros M3 carecían de una palanca selectora de previsualización de fotogramas para alternar entre tramas.
- MP - 1956-57 (se fabricaron 402 juegos en total). El MP original se basó en el M3 y podría equiparse con un dispositivo de bobinador de gatillo Leicavit. MP originalmente significaba "M Professional"; fue pensado como la cámara de un fotoperiodista.
- M2 - 1958-67 (se fabricaron 88,000 juegos). Una versión reducida y de menor costo del M3, el M2 tenía un telémetro simplificado de 0.72 aumentos, lo que permite un uso más fácil de lentes de 35 mm. La ampliación de 0.72 se convirtió en la ampliación estándar del visor para futuras cámaras M. El M2 carecía del contador de fotogramas con restablecimiento automático de su predecesor.

- M1 - 1959-64 (se fabricaron 9,392 juegos). Una versión reducida del M2 para uso científico/técnico, el M1 era una cámara de visor sin telémetro incorporado. Reemplazado en 1965 por el MD (sin visor), y el MDa (basado en el M4) (1967), y finalmente el MD-2 (basado en el M4-2) (1980).
- M4 - 1966-75 (se fabricaron 50,000 juegos); 1974-75 (se fabricaron 6500 juegos). Con marcos de telémetro adicionales para lentes de 35 mm y 135 mm. Introdujo la manivela de rebobinado inclinado (la M anterior tenía perillas de rebobinado). Con el M5, fue la última cámara M que tiene un autodisparador.
- M5 - 1971-75 (se fabricaron 31,400 sets). Con un medidor de luz TTL integrado adicional. La funcionalidad adicional requería un cuerpo rediseñado y más grande en comparación con las dimensiones M3 tradicionales. Ciertos objetivos de gran angular (primeros 21 mm f4.0 y f3.4) no podían utilizarse en la cámara sin modificaciones debido a la posibilidad de dañar el elemento posterior del objetivo o el brazo del medidor. Por razones similares, las lentes plegables no podrían colapsarse en el M5. Estas restricciones también se aplicaron para Leica CL (abajo). Con el M4, la última cámara M tiene temporizador automático.
- CL - 1973-76 (el compacto Leica). Leitz Minolta CL, presentado con dos lentes especiales para ese modelo: el Summicron-C f2 de 40 mm y el Elmar-C f4 de 90 mm. Medición interna similar a la celda M5 - CDS en un tallo oscilante. El CL también se destaca por ser la única cámara de bayoneta M que tiene un obturador de desplazamiento vertical. Posteriormente, Minolta fabricó y vendió una versión electrónica mejorada, Minolta CLE con exposición automática, medición TTL fuera de película y medición TTL Flash, junto con tres lentes M-Rokkor, 40 mm / f2, 28 mm / f2.8 y 90 mm / f4.
- M4-2 - 1977-80 (se fabricaron 17,000 juegos). First M fabricado desde 1975, con engranajes más fuertes para soportar un motor drive. Fue la primera M con una zapata para flasheo electrónico. Sin autodisparador Hecho en Canadá.
- M4-P - 1980-86. Márgenes de telémetro adicionales para las lentes de 28 mm y 75 mm.
- Leica M6 Black Chrome
- M6 - 1984-98. Una cámara que combinó primero el factor de forma M3 con un medidor de luz moderno y sin luz, sin partes móviles y flechas led en el visor. Informalmente se conoce como el M6 "Classic" para distinguirlo de los modelos "M6 TTL", y para indicar sus dimensiones "Classic" M3.
- M6J - 1994. Una edición de coleccionista de 1.640 cámaras para celebrar el 40 aniversario del Sistema Leica M. Notable por su introducción del buscador de aumento 0.85, el primer buscador de alta magnificación desde 1966, y la base para las cámaras 0.85 a seguir a partir de 1998.
- M6 0.85 - 1998. El M6 podría ordenarse opcionalmente con un visor de aumento de .85 para facilitar el enfoque con objetivos largos y un enfoque más preciso con objetivos rápidos, como el Noctilux de 50 mm/f1.0 y el Summilux de 75 mm/f1.4. Los marcos de 28 mm se eliminan en este modelo. Se hicieron 3,130 de estas cámaras (todas de cromo negro), por lo que se encuentran entre los M6 no conmemorativos más raros.
- Leica M9 con una lente ASPH Summicron-M 28/2
- M6 TTL - 1998-2002. Con versiones de visor .72 y .85. Desde 2000, la cámara del visor .58 se agrega a la línea. Flash TTL compatible. Los componentes electrónicos añadidos agregaron 2 mm de altura a la placa superior, y el dial del obturador se invirtió con respecto a los modelos anteriores (tradicionalmente, girando hacia la derecha aumentaba la velocidad del obturador).
- M7 -2002- modelo actual (a partir de 2015). Tiene exposición TTL, prioridad de apertura y exposición manual, obturador electrónico y dos velocidades mecánicas de 1/60 y 1/125. Viene en los formatos de visor .58, .72 y .85, cada uno con diferentes líneas de trazos brillantes. La misma placa superior más alta y el dial del obturador en sentido contrario a las agujas del reloj como el M6 TTL. Leica incluso produjo un M7 hecho de titanio sólido, y lo ofreció en un kit con 1 o varios lentes de color similar al titanio.
- MP - 2003 - modelo actual (a partir de 2015). Película de 35 mm. Un homenaje al MP original, el nuevo MP (esta vez representa la "Perfección mecánica") se asemeja estéticamente al original (incluso hasta cambiar la manivela de rebobinado a una perilla) pero funcionalmente más cercano al M6 Classic. Una mejora notable sobre el M6 fue la modificación del telémetro para eliminar la llamarada. El Leicavit M es un accesorio introducido con el nuevo MP, que permite el disparo del viento con la mano derecha a velocidades de hasta 2-2.5 fotogramas por segundo. El MP está disponible en cromo y pintura negra y con visores de .58, .72 y .85 de aumento.
- M-A (typ 127) - 2014 - modelo actual (a partir de 2015). Una cámara de película de 35 mm sin medidor de luz u otros componentes electrónicos. Está disponible en cromo plateado o cromo negro, y tiene un visor de ampliación .72 de serie.
- Programa a la carta como tal. Programa para facilitar combinaciones personalizadas de acabado de metal, tipo de cuero, aumento de visor y grabado personalizado.

#### Serie digital M
- M8 - 2006-09. El M8 fue el primer M digital introducido, con un sensor de 10.3 megapíxeles. El sensor es un cultivo 1.3 de la película estándar de 35 mm, que da al M8 una perspectiva ampliada en comparación con sus predecesores.
- M8.2 - 2008-09. Una edición ligeramente actualizada de la Leica M8, con una pantalla LCD de cristal de zafiro más silencioso, recubrimientos de cuero nuevos, etc. Porque tanto los sensores M8 y M8.2 no tienen un filtro infrarrojo, un filtro de corte IR frente a la lente se requiere para hacer unos colores de material sintético correctamente.
- M9 - 2009: la primera cámara digital fotográfica completa de la serie, presentada el 9 de septiembre de 2009.
- M9-P - 2011 - modelo actual. La cámara digital de fotograma completo con un aspecto clásico, presentada en junio / julio de 2011.
- M Monochrom - 2012 - Anunciado en mayo de 2012, programado para la venta al por menor en julio de 2012. Una versión del M9 que dispara exclusivamente en monocromo. El sensor no tiene tanto una matriz de filtro de color como un filtro anti-alias.
- M-E (Tipo 220) - 2012 - Anunciado en septiembre de 2012, modelo de nivel de entrada en el rango de cámaras digitales Full Leica M.
- M (Tipo 240) - 2012 - Anunciado en septiembre de 2012.
- M-P (Tipo 240) - 2014 - Anunciado en agosto de 2014, 2GB de memoria intermedia y bandeja LCD.
- Leica M Monochrom (Tipo 246) - 2015 - Anunciada en abril de 2015, 2GB de memoria intermedia y bandeja LCD.
- Leica M (Typ 262) - 2015 - Anunciado en noviembre de 2015, No hay ningún vídeo y pantalla en vivo, placa superior de aluminio.
- Leica M-D (Tipo 262) - 2016 - Anunciado en abril de 2016, Sin pantalla posterior.
- Leica M10 - 2017 - Anunciada en enero de 2017, la cámara digital más delgada de las cámaras M hasta la fecha, dimensiones idénticas como las cámaras de película de la serie M, control ISO en la placa superior, visor de aumento de 0,73x. Por el lado de la especificación técnica, dispone de un sensor CMOS de fotograma completo de 24 × 36 realizado especialmente para M10. La sensibilidad se encuentra entre 100 y 50.000 ISO. Permite disparar hasta 5 fotogramas por segundo. El chasis está hecho de aleación de magnesio. Se puede conectar a un teléfono inteligente mediante Wi-Fi con la aplicación M-App.

#### Serie R (35 mm película SLR y DSLR)
- Leica R8
- Leicaflex - 1964/5 - a veces llamado estándar - medidor de luz externo incorporado, pantalla de enfoque claro con punto de microprisma central. Hubo una gran presión para introducir una Leica SLR debido al éxito fenomenal de la Nikon F (1959).
- Leicaflex SL y SL MOT - 1968 - Medición de área selectiva TTL, cuerpo ligeramente más alto que su predecesor, duradero y agradable de usar. El modelo MOT tomó una unidad motriz grande y pesada. Solo alrededor de 1,000 MOT SLL se hicieron.
- Leicaflex SL2 / SL2 MOT - 1974 - refinamiento del SL con medidor de luz más sensible y forma corporal mejorada. Algunos pensaron que esta era la SLR más resistente de 35 mm jamás construida. El museo Leica Solms tiene un MOT SL2 en exhibición, con motor y Summicron de 35 mm, que sobrevivió a una caída de 7000 pies de un avión de combate Phantom II. Fue golpeado pero en una pieza, y Leica lo consideró reparable. Solo alrededor de 1,000 SL2 MOT se hicieron. El SL2 fue el último de los Leicaflexes. Según los informes, le costó más a Leitz fabricar que recuperar en ventas, y motivó a la compañía a colaborar con Minolta para su próxima serie de cámaras electrónicas. El SL2 también fue el último Leica SLR mecánico durante 14 años.
- Leica R3 - el primer Leitz SLR electrónico - 1976 a 1980, basado en el Minolta XE / Minolta XE-1 / XE-7. Los primeros se construyeron en Alemania y luego la producción se transfirió a la fábrica de Leitz Portugal.
- R4MOT / R4 / R4S / R4S Mod2 - 1980-87 un nuevo modelo compacto basado en Minolta XD-7 / Minolta XD-11. El R4 establece el diseño de todas las cámaras, incluido el R7. El R4 ofrecía el modo de programa, la prioridad de apertura y obturación, y el manual, con medición puntual y central. El R4MOT difiere en designación solamente; todos los motores R4 y superiores aceptados y bobinados. El R4 ofreció el R4S y el R4S Mod2 fueron modelos simplificados a precios ligeramente más bajos.
- Leica R4. [26]
- Leica R5 y R-E - 1987 - electrónica revisada (R5 tenía capacidad de flash TTL), el RE era un modelo simplificado.
- El obturador mecánico Leica R6 - 1988-92, dependía de la energía de la batería solo para el fotómetro incorporado.
- Leica R6.2 - 1992 - como R6 pero con refinamientos, incluida una velocidad de obturador 1 / 2000a.
- Leica R7 - 1992 - aún más electrónica avanzada.
- Leica R8 - 1996-2002 - rediseño completo, esta vez en la empresa con la producción reubicada en Alemania. Todos los rastros de Minolta se han ido.
- Leica R9 - 2002-09 - refinamiento del R8 con 100 g menos de peso y un nuevo acabado de cuerpo antracita. Este modelo y su gama de lentes se suspendió en 2009.
- Módulo digital R8 / R9 DMR-R: respaldo digital de 10 megapíxeles para el R8 / R9, lo que los convierte en las primeras cámaras SLR de 35 mm capaces de capturar en película o digitalmente. Esta unidad se suspendió en 2008. [27]
- Leica R10: aunque Leica anunció en julio de 2009 que se lanzará un R10, hasta ahora no se ha lanzado, y es poco probable dados los anuncios previos de Leica. [28]

Leica T (2015)

### Listado de ópticas

#### Leica M
La serie Leica M es la propia de Leica, es decir donde la empresa tiene sus orígenes y donde ha desarrollado más tecnología. Si en la serie R ha necesitado otros fabricantes para el diseño de sus lentes, en la M es todo lo contrario. Se trata de objetivos de dimensiones muy reducidas y de una perfección extrema. La serie M constituye la vanguardia de la tecnología óptica a nivel general junto con Carl Zeiss. Prácticamente todos los modelos actuales son esféricos (ASPH) es decir que tienen una o dos lentes esféricas destinadas a corregir las anomalías que se producen en todas las lentes en los extremos.

##### Listado de ópticas Leica M
- Elmarit-M Asph. 21 mm f/2.8
- Elmarit-M Asph. 24 mm f/2.8
- Summicron-M Asph. 28 mm f/2
- Elmarit-M 28 mm f/2.8
- Elmarit-M Asph. 28 mm f/2.8 (sept. 2006)
- Summilux-M Asph. 35 mm f/1.4
- Summicron-M Asph. 35 mm f/2
- Summilux-M Asph. 50 mm f/1.4
- Summicron-M 50 mm f/2
- Noctilux-M 50 mm f/1
- Elmar-M 50 mm f/2.8
- Summilux-M 75 mm f/1.4
- Apo-Summicron-M Asph. 35 mm f/2
- Apo-Summicron-M Asph. 75 mm f/2
- Apo-Summicron-M Asph. 90 mm f/2
- Elmarit-M 90 mm f/2.8
- Elmarit 135 mm f/2.8
- Apo-Telyt-M 135 mm f/3.4
- Macro-Elmar-M 90 mm f/4
- Tri-Elmar-M Asph. 28-35-50 mm f/4
- Tri-Elmar-M Asph. 16-18-21 mm f/4 (sept. 2006)

##### Listado de ópticas de Leica screwmount (M39)
- Elmar 50 mm f/3.5 colapsible
- Hektor 50 mm f/2.5 colapsible
- Summar 50 mm f/2 colapsible y rígida (muy extraña)
- Xenón 50 mm f/1.5 rígida
- Summitar 50 mm f/2 colapsible
- Summarit 50 mm f/1.5 colapsible
- Summicron 50 mm f/2 colapsible (1953)

#### Leica R
Leica también produce cámaras SLR (Reflex), comenzó con la Leicaflex, seguida por la SL, la SL2 y por las R, desde la R3 a la R7, que fueron fabricadas inicialmente en colaboración con Minolta. Poseían un obturador electrónico, menos la R6 que era completamente mecánica, excepto el exposímetro que si era electrónico. La R8 fue rediseñada y fabricada íntegramente por Leica, con un cuerpo más grande y un look nuevo y distintivo. El modelo actual es la Leica R9, que tiene un Módulo Digital opcional Leica DMR, lo que la convierte en la única cámara de 35 mm híbrida que hay en el mercado.

##### Listado de ópticas Leica R
- Leica 15 mm f/3.5 Super-Elmar-R - 1980 (diseño de Carl Zeiss)
- Leica 15 mm f/2.8 Super-Elmarit-R ASPH - 2001 (diseño de Schneider-Kreuznach)
- Leica 16 mm f/2.8 Fisheye-Elmarit-R - 1970 (diseño de Minolta)
- Leica 19 mm f/2.8 Elmarit-R 1.ª versión
- Leica 19 mm f/2.8 Elmarit-R 2.ª versión - 1990
- Leica 21 mm f/4.0 Super-Angulon-R - 1968-1992 (diseño de Schneider-Kreuznach)
- Leica 21 mm f/3.4 Super-Angulon-R - 1968 (diseño de Schneider-Kreuznach)
- Leica 24 mm f/2.8 Elmarit-R (diseño de Minolta)
- Leica 28 mm f/2.8 PC-Super-Angulon-R (diseño de Schneider-Kreuznach)
- Leica 28 mm f/2.8 Elmarit-R 1.ª versión - 1970
- Leica 28 mm f/2.8 Elmarit-R 2.ª versión - 1994
- Leica 35 mm f/4.0 PA-Curtagon-R (diseño de Schneider-Kreuznach)
- Leica 35 mm f/2.8 Elmarit-R 1.ª versión - 1964
- Leica 35 mm f/2.8 Elmarit-R 2.ª versión
- Leica 35 mm f/2.8 Elmarit-R 3.ª versión
- Leica 35 mm f/2.0 Summicron-R 1.ª versión - 1970
- Leica 35 mm f/2.0 Summicron-R 2ª versión - 1976
- Leica 35 mm f/1.4 Summilux-R
- Leica 50 mm f/2.0 Summicron-R 1.ª versión - 1964
- Leica 50 mm f/2.0 Summicron-R 2.ª versión - 1977
- Leica 50 mm f/1.4 Summilux-R 1.ª versión
- Leica 50 mm f/1.4 Summilux-R 2.ª versión
- Leica 50 mm f/1.4 Summilux-R 3.ª versión - 1997 (ROM contacts)
- Leica 60 mm Macro-Elmarit-R 1.ª versión - 1972
- Leica 60 mm Macro-Elmarit-R 2.ª versión
- Leica 75 mm f/2.0 Elcan-R code C-341 - Extremadamente raro
- Leica 80 mm f/1.4 Summilux-R
- Leica 90 mm f/2.8 Elmarit-R 1.ª versión - 1964-1996
- Leica 90 mm f/2.8 Elmarit-R 2ª versión - 1983
- Leica 90 mm Summicron-R 1.ª versión - 1969
- Leica 90 mm Summicron-R 2.ª versión -
- Leica 90 mm APO-Summicron-R ASPH - 2002
- Leica 90 mm f/1.0 Elcan-R - Extremadamente raro
- Leica 100 mm f/4.0 Macro-Elmar-R versión fuelle
- Leica 100 mm f/4.0 Macro-Elmar-R versión helicoidal
- Leica 100 mm f/2.8 APO-Macro-Elmarit-R
- Leica 135 mm f/2.8 Elmarit-R 1.ª versión - 1965
- Leica 135 mm f/2.8 Elmarit-R 2.ª versión
- Leica 180 mm Elmar-R - 1976
- Leica 180 mm f/2.8 Elmarit-R 1.ª versión
- Leica 180 mm f/2.8 Elmarit-R 2.ª versión
- Leica 180 mm f/3.4 APO-Telyt-R - 1975-1998
- Leica 180 mm f/2.8 APO-Elmarit-R - 1998
- Leica 180 mm f/2.0 APO-Summicron-R
- Leica 180 mm f/3.4 Elcan-R code C-303 - Extremadamente raro
- Leica 250 mm f/4.0 Telyt-R 1.ª versión -
- Leica 250 mm f/4.0 Telyt-R 2.ª versión
- Leica 280 mm f/4.8 Telyt-V
- Leica 280 mm f/4.0 APO-Telyt-R
- Leica 280 mm f/2.8 APO-Telyt-R - 1984-1997
- Leica 350 mm f/4.8 Telyt-R
- Leica 400 mm f/6.8 Telyt-R - 1968-1994
- Leica 400 mm f/5.6 Telyt-R
- Leica 400 mm f/2.8 APO-Telyt-R - 1992-1996
- Leica 450 mm f/5.6 Elcan-R, code C-329 - Extremadamente raro
- Leica 500 mm f/8 MR-Telyt-R
- Leica 560 mm f/6.8 Telyt-R - 1971-1995
- Leica 560 mm f/5.6 Telyt-R - 1966-1973
- Leica 800 mm f/6.3 Telyt-S - 1972-1995
- Leica modular APO-Telyt-R 260/400/560 head
- Leica modular APO-Telyt-R 400/560/800 head
- Leica 21 mm-35 mm f/3.5-f/4.0 Vario-Elmar-R zoom - 2002
- Leica 28 mm-70 mm f/3.5-f/4.5 Vario-Elmar-R zoom (diseño de Sigma)
- Leica 28 mm-90 mm f/3.5-f/4.5 Vario-Elmar-R zoom
- Leica 70-180 mm f/2.8 Vario-APO-Elmarit-R zoom
- Leica 35-70 f/4.0 Vario-Elmar-R zoom
- Leica 35-70 mm f/3.5 Vario-Elmar-R zoom (diseño de Minolta)
- Leica 35-70 mm Vario-Elmarit-R ASPH zoom - 2000 (sólo se hicieron 200)
- Leica 70-210 mm f/4.0 Vario-Elmar-R zoom (diseño de Minolta)
- Leica 75-200 mm f/4.5 Vario-Elmar-R - 1976-1984 (diseño de Minolta)
- Leica 80-200 mm f/4.5 Vario-Elmar-R zoom (diseño de Minolta)
- Leica 80-200 mm f/4.0 Vario-Elmar-R zoom
- Leica 105-280 mm f/4.2 Vario-Elmar-R zoom

##### Listado de ópticas Leica S
- Super-Elmar-S 1:3.5/24 mm Aspherical
- Elmarit-S 1:2.8/30 mm Aspherical
- Elmarit-S 1:2.8/30 mm Aspherical CS
- Summarit-S 1:2.5/35 mm Aspherical
- Summarit-S 1:2.5/35 mm Aspherical CS
- Elmarit-S 1:2.8/45 mm Aspherical
- Elmarit-S 1:2.8/45 mm Aspherical CS
- Summarit-S 1:2.5/70 mm Aspherical
- Summarit-S 1:2.5/70 mm Aspherical CS
- Summicron-S 1:2/100 mm Aspherical
- Apo-Macro-Summarit-S 1:2.5/120 mm
- Apo-Macro-Summarit-S 1:2.5/120 mm CS
- TS-APO-Elmar-S 1:5.6/120 mm Aspherical (diseño de Schneider-Kreuznach)
- Apo-Elmar-S 1:3.5/180 mm Aspherical
- Apo-Elmar-S 1:3.5/180 mm Aspherical CS
- Vario-Elmar-S 1:3.5-5.6/30–90 mm Aspherical

##### Listado de ópticas Leica SL
- Vario-Elmarit-SL 1:2.8-4 / 24-90 ASPH.
- APO-Vario-Elmarit-SL 1:2.8-4 / 90-280
- Summilux-SL 1:1.4 / 50 ASPH.
- APO-Summicon-SL 1:2 / 75 ASPH
- APO-Summicon-SL 1:2 / 90 ASPH
- Summicon-SL 1:2 / 35 ASPH (anunciado)
- Super-Vario-Elmar-SL 1:3.5-4.5 / 16-35 ASPH

#### Listado de ópticas Leica Summilux-C
- 16 mm T/1.4
- 18 mm T/1.4
- 21 mm T/1.4
- 25 mm T/1.4
- 29 mm T/1.4
- 35 mm T/1.4
- 40 mm T/1.4
- 50 mm T/1.4
- 65 mm T/1.4
- 75 mm T/1.4
- 100 mm T/1.4
- 135 mm T/1.4

#### Listado de ópticas Leica Summicron-C
- 15 mm T/2.0
- 18 mm T/2.0
- 21 mm T/2.0
- 25 mm T/2.0
- 29 mm T/2.0
- 35 mm T/2.0
- 40 mm T/2.0
- 50 mm T/2.0
- 75 mm T/2.0
- 100 mm T/2.0
- 135 mm T/2.0